# Corynoptera ovatula
Corynoptera ovatula är en tvåvingeart som beskrevs av Menzel och Werner Mohrig 2000. Corynoptera ovatula ingår i släktet Corynoptera och familjen sorgmyggor. Inga underarter finns listade i Catalogue of Life.